# Alpinia monopleura
Alpinia monopleura är en enhjärtbladig växtart som beskrevs av Karl Moritz Schumann. Alpinia monopleura ingår i släktet Alpinia och familjen Zingiberaceae. Inga underarter finns listade i Catalogue of Life.